# Santé en République centrafricaine
La santé en République centrafricaine constitue pour le Gouvernement, une question primordiale et fondamentale pour le développement du pays. Le risque sanitaire important est encore accru en période de crise, les conflits qui déchirent le pays, depuis décembre 2012, ont provoqué l’effondrement du système de santé dans toutes ses composantes. La population centrafricaine souffre beaucoup des conséquences d'une crise humanitaire prolongée due à la guerre et aux déplacements. 

## Indicateurs de santé

### Espérance de vie
En 2015, l’espérance de vie à la naissance pour les deux sexes est de 52,5 ans, pour les femmes : 54 ans, pour les hommes 51 ans. Ainsi, il est l’un des 8 pays du monde dont l’espérance de vie à la naissance est inférieure à 55 ans.

### Taux de mortalité maternelle
En 2015, le taux de mortalité maternelle est de 882 pour 100 000 naissances vivantes.
Ce qui constitue le plus fort taux au monde après le Sierra Leone.
Ce taux était de 1 355 en 2003 et 688 en 1988.

### Mortalité infanto-juvénile
Le taux de mortalité des enfants de moins de cinq ans est de 130,1 pour 1 000 naissances. Ce qui constitue le 4e plus fort taux au monde après l’Angola, le Tchad et la Somalie. 

### Suicide
Le taux de suicide pour 100 000 personnes est de 7,9 en 2012. Ce qui correspond à la moitié du taux de la France 15,8. Il est aussi moins élevé qu’au Canada 11,4.

### Professionnels de santé qualifiés
Le taux de professionnel de santé est de 3,1 pour 10 000 habitants pour la période 2005-2009.

## Maladies infectieuses

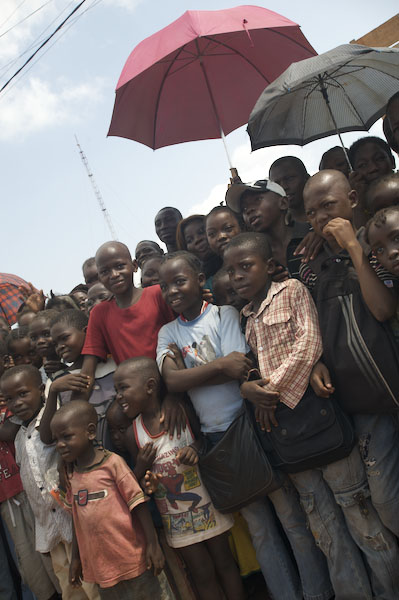
Distribution de moustiquaires (2010)

### Paludisme
Le paludisme endémique dans les zones intertropicales, est le principal problème de santé du pays, il est responsable de la moitié des décès à l'hôpital en 2009. Le taux de prévalence du paludisme est de 325 pour 1 000 personnes à risque en 2013.

## Sources
- OMS, World Health Stastitics 2016 (en)